# Щелкун горбатый
Горбатый щелкун (лат. Hypnoidus gibbus) — вид щелкунов подсемейства Hypnoidinae.

## Распространение
Встречается в Алтае.

## Описание

### Личинки
Проволочник длиной 10 мм. Урогомфы длинные и тонкие; в два (или более чем в два) раза длиннее ширины у основания наружных ветвей, вырезка продольной и овальной формы и на одну-треть или одну-вторую длиннее ширины.
Наружные ветви урогомф превышают половину внутренних урогомф. Валик по бокам площадки каудального сегмента сильно выражен и сильно приподнят над полоской или вогнутой площадкой. Боковые зубцы назале во много раз меньше мощного среднего зубца.

## Экология и местообитания
Личинки живут в почве и подстилке под пологом леса.